# Santa Eulalia (Morcín)
Santa Eulalia (en asturiano y oficialmente: Santolaya) es una parroquia del concejo asturiano de Morcín, en España. 

## Entidades de población
Comprende las entidades de Les Bolíes, El Brañueto, Calvín, Figares, La Llorera, Malpica, Parteayer, Santa Eulalia y Las Vallines. Su extensión es de 6,20 km², y cuenta con una población de 830 habitantes, de los que 566 corresponden al núcleo poblacional de Santa Eulalia. (INE, 2008)

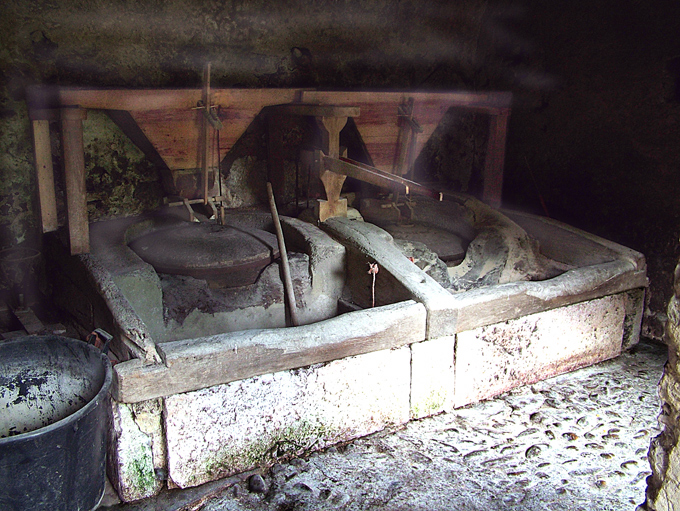
Viejo molino en Santolaya.